# Saint-Omer, Calvados

Saint-Omer este o comună în departamentul Calvados, Franța. În 1 ianuarie 2022 avea o populație de 190 de locuitori.